# Prepona simois
Prepona simois är en fjärilsart som beskrevs av Felder 1867. Prepona simois ingår i släktet Prepona och familjen praktfjärilar. Inga underarter finns listade i Catalogue of Life.